# Вольфганг Варш
Во́льфганг Варш (нім. Wolfgang Warsch; нар. 19 лютого 1980, Штайр, Верхня Австрія) — австрійський молекулярний біолог та автор настільних ігор. Як молекулярний біолог, він працює в галузі дослідження раку і був відзначений кількома преміями та стипендією за свої роботи. Його настільна гра Пройдисвіти Кведлінбурга, карткова гра The Mind та гра з кубиками Ganz schön clever, усі випущені в січні 2018 року, були номіновані на премії Spiel des Jahres або Kennerspiel des Jahres. Гра Пройдисвіти Кведлінбурга здобула перемогу в номінації Kennerspiel des Jahres.

## Біографія
Вольфганг Варш виріс у Санкт-Панталеоні в окрузі Амштеттен на південному заході Нижньої Австрії. Він вивчав генетику та мікробіологію у Віденському університеті, де отримав ступінь магістра. Після цього він перейшов до Віденського медичного університету, а згодом до Інституту фармакології та токсикології Віденського ветеринарного університету, де в лабораторії Вероніки Зексль досліджував роль сигнального шляху JAK-STAT у хронічному мієлоїдному лейкозі. У 2012 році він здобув ступінь доктора наук, а восени того ж року разом із дружиною переїхав до Кембриджського інституту медичних досліджень в Англії. Там він до квітня 2016 року працював над розробкою нового методу скринінгу для виявлення важливих кіназ у ракових клітинних лініях. Цю роботу підтримала стипендія Ервіна Шредінгера, яку він отримав у 2014 році. Після повернення з Англії у 2016 році він працював у Дослідницькому центрі молекулярної медицини CeMM Австрійської академії наук та в Інституті фармакології та токсикології Віденського ветеринарного університету.
У вільний час Вольфганг Варш розробляє ігри. За його словами, він почав цим займатися приблизно у 20 років, намагаючись перетворити більярд на настільну гру. Пізніше він звернувся з грою до видавництва Goldsieber Spiele, яке проявило інтерес до прототипу, але так і не видало гру. У 2012 році він підписав свій перший контракт на розробку гри, а в 2015 році вийшла його перша комерційна гра Dream Team у видавництві Zoch Verlag. У 2016 році з'явилася гра Schattenmeister у Piatnik. Після перерви, одночасно на Нюрнберзькій виставці іграшок 2018 року, були випущені ігри Illusion та The Mind у Nürnberger-Spielkarten-Verlag (NSV), а також Пройдисвіти Кведлінбурга та Ganz schön clever у Schmidt Spiele. Того ж року The Mind була номінована на Spiel des Jahres, а Пройдисвіти Кведлінбурга та Ganz schön clever — на Kennerspiel des Jahres, що зробило його першим автором в історії премії з трьома номінаціями в один рік. У 2022 році Варш також у Schmidt Spiele випустив дитячі версії двох ігор, Auch schon clever та Quacks & Co., які обидві були номіновані на Kinderspiel des Jahres того ж року.
Варш є батьком двох дітей і живе у Відні.

## Нагороди

### Нагороди за наукову діяльність
Вольфганг Варш був нагороджений Премією Вільгельма Тюрка від Австрійського товариства гематології та онкології за свої роботи щодо клітинного білка STAT5 та його ролі у розвитку резистентності до медикаментозного лікування хронічного мієлоїдного лейкозу. На початку 2013 року він разом із колегами отримав Премію міста Відня за дослідження раку за ту ж роботу, опубліковану в журналі Blood у 2011 році.

### Нагороди за настільні ігри
Декілька ігор Варша були номіновані або відзначені нагородами:
- Spiel des Jahres
  - The Mind: номінація 2018
- Kennerspiel des Jahres
  - Пройдисвіти Кведлінбурга: переможець 2018
  - Ganz schön clever: номінація 2018
- Kinderspiel des Jahres
  - Auch schon clever: номінація 2022
  - Mit Quacks & Co. nach Quedlinburg: номінація 2022
  - Große kleine Edelsteine: номінація 2024
  - Topp die Torte: номінація 2025
- Österreichischer Spielepreis
  - Пройдисвіти Кведлінбурга: переможець «Spiele Hit mit Freunden» (Хіт для друзів) 2018
  - Mit Quacks & Co. nach Quedlinburg: переможець «Spiele Hit für Kinder» (Хіт для дітей) 2022
- À-la-carte-Kartenspielpreis
  - The Mind: 3 місце, 2018
- Deutscher Spiele Preis
  - Die Tavernen im Tiefen Thal: 2 місце, 2019
- Graf Ludo
  - Die Tavernen im Tiefen Thal: переможець у категорії «Сімейні ігри» 2020

## Людографія
- 2015: Dream Team (Zoch Verlag)
- 2016: Schattenmeister (Piatnik)
- 2018: Illusion (Nürnberger-Spielkarten-Verlag, NSV)
- 2018: The Mind (Nürnberger-Spielkarten-Verlag, NSV)
- 2018: Пройдисвіти Кведлінбурга (Schmidt Spiele)
- 2018: Ganz schön clever (Schmidt Spiele)
- 2018: Fuji (Feuerland Spiele)
- 2018: Brikks (Schmidt Spiele)
- 2019: Die Quacksalber von Quedlinburg: Die Kräuterhexen (Schmidt Spiele)
- 2019: Doppelt so clever (Schmidt Spiele)
- 2019: Die Tavernen im Tiefen Thal (Schmidt Spiele)
- 2019: Subtext (Pegasus Spiele, Edition Spielwiese)
- 2020: Die Quacksalber von Quedlinburg: Die Alchemisten (Schmidt Spiele)
- 2020: Clever hoch drei (Schmidt Spiele)
- 2021: Die Tavernen im Tiefen Thal: Zimmer frei (Schmidt Spiele)
- 2021: Die Knuffies (Schmidt Spiele)
- 2022: Mit Quacks & Co. nach Quedlinburg (Schmidt Spiele)
- 2022: Auch schon clever (Schmidt Spiele)
- 2022: Clever 4Ever (Schmidt Spiele)
- 2023: The Mind: Soulmates (Nürnberger-Spielkarten-Verlag, NSV)
- 2023: The Same Game (Edition Spielwiese, Pegasus)
- 2024: Große kleine Edelsteine (Schmidt Spiele)
- 2024: Topp die Torte (Schmidt Spiele)
- 2024: Die Quacksalber von Quedlinburg: Das Duell (Schmidt Spiele)